# Panicum repens
Panicum repens — вид рослин родини тонконогові (Poaceae). Етимологія: лат. repens — «повзучий».

## Опис
Ця багаторічна трава поширюється через її великі розгалужені кореневища. Кореневища повзуть по землі або можуть плавати у воді. Вони можуть досягати в довжину 6 метрів і глибини ґрунту 7 метрів. Стебла до 100 см, прямовисні або висхідні, голі. Листові пластинки прямовисні, плоскі або згорнуті, 7–25 см завдовжки, шириною 2–8 мм, шкірясті, жорсткі, сизі. Волоть 2–25 см. Колоски 2–2.5 мм, еліптичні. Цвіте з (березень) з травня по жовтень.

## Поширення
Африка: Алжир; Єгипет; Лівія; Марокко; Туніс; Ефіопія; Судан; Кенія; Танзанія; Уганда; Камерун; Заїр; Кот-д'Івуар; Гана; Гвінея; Ліберія; Малі; Нігер; Нігерія; Сенегал; Сьєрра-Леоне; Малаві; Мозамбік; Замбія; Зімбабве; Ботсвана; Намібія; Південна Африка — Капській провінції, Квазулу-Наталь, Трансвааль; Свазіленд; Мадагаскар. Азія: Саудівська Аравія; Ємен; Кіпр; Ірак; Ізраїль; Йорданія; Ліван; Сирія; Туреччина; Китай [пд.-сх.]; Японія — острови Кюсю, Рюкю, Сікоку; Тайвань; Індія — Ассам, Біхар, Карнатака, Керала, Мадхья-Прадеш, Махараштра, Мегхалая, Орісса, Таміл Наду, Тріпура, Уттар-Прадеш, Західна Бенгалія, Непал; Шрі-Ланка; Індокитай; Таїланд; Індонезія; Малайзія; Філіппіни. Південна Європа: Албанія; Колишня Югославія; Греція [вкл. Крит]; Італія [вкл. Сардинія, Сицилія]; Франція [вкл. Корсика]; Португалія [вкл. Мадейра]; Гібралтар; Іспанія [вкл. Балеарські острови, Канарські острови]. Натуралізований в деяких інших країнах. Росте на луках на піщаних, вологих ґрунтах.

## Галерея

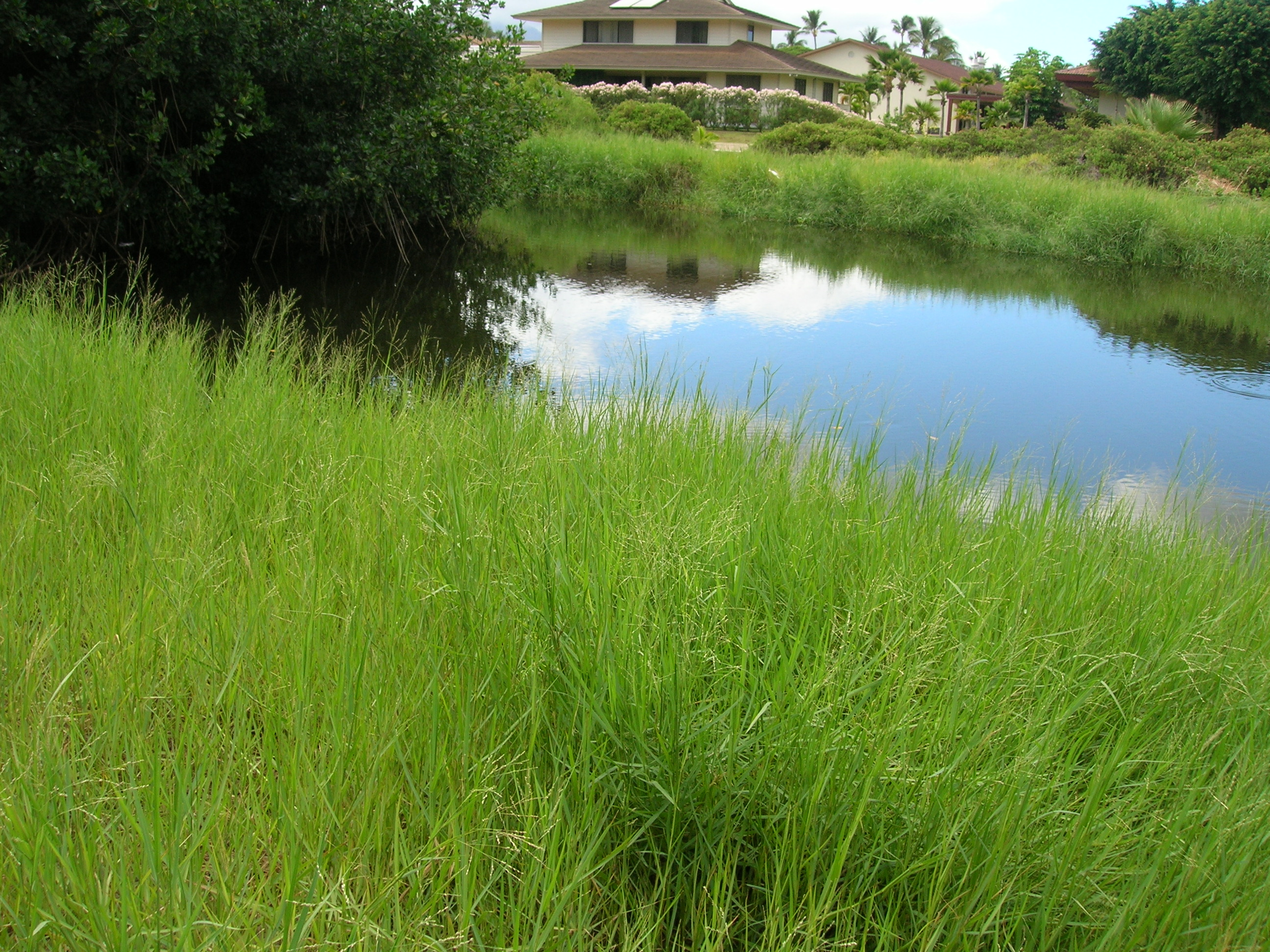
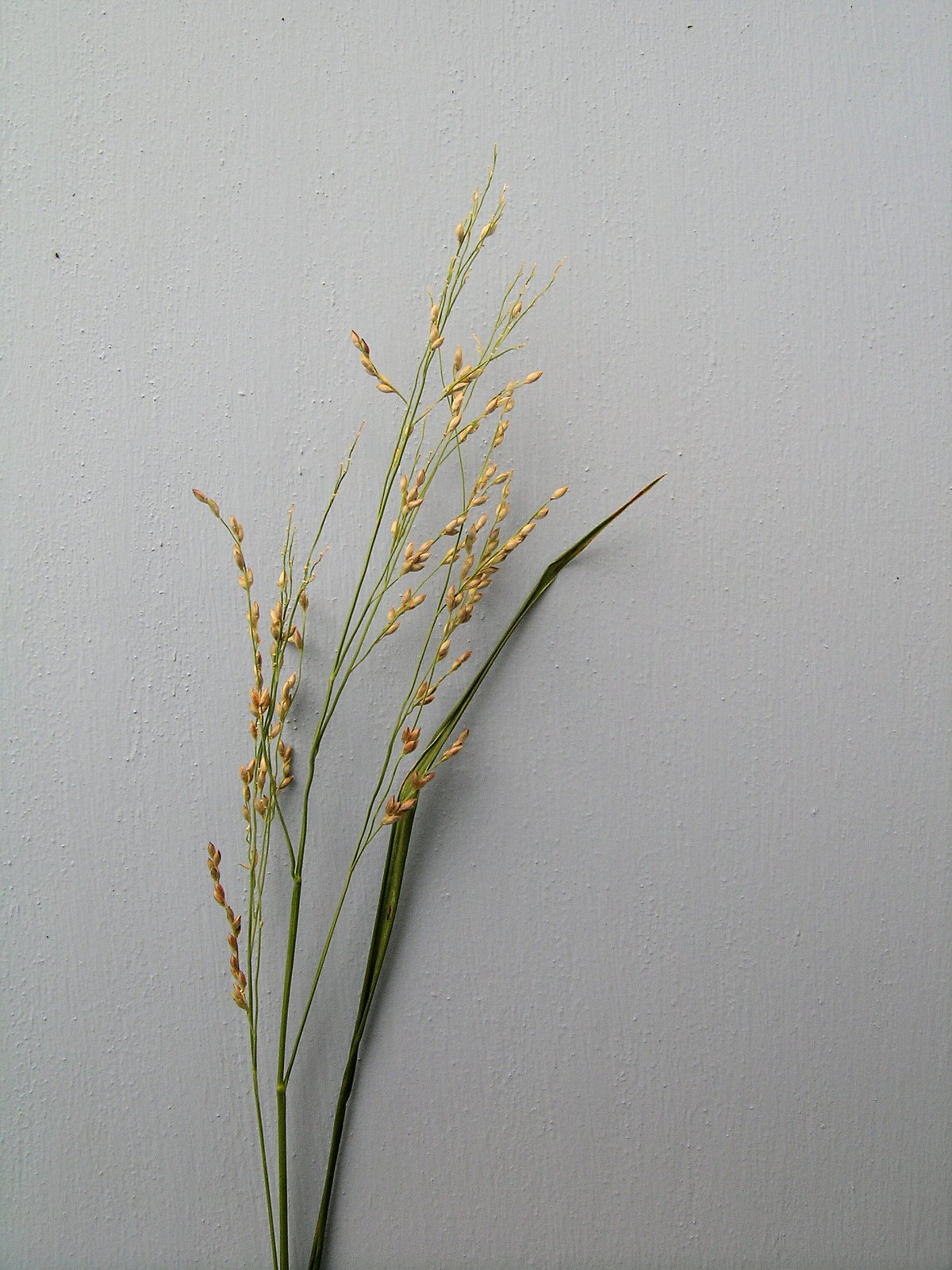
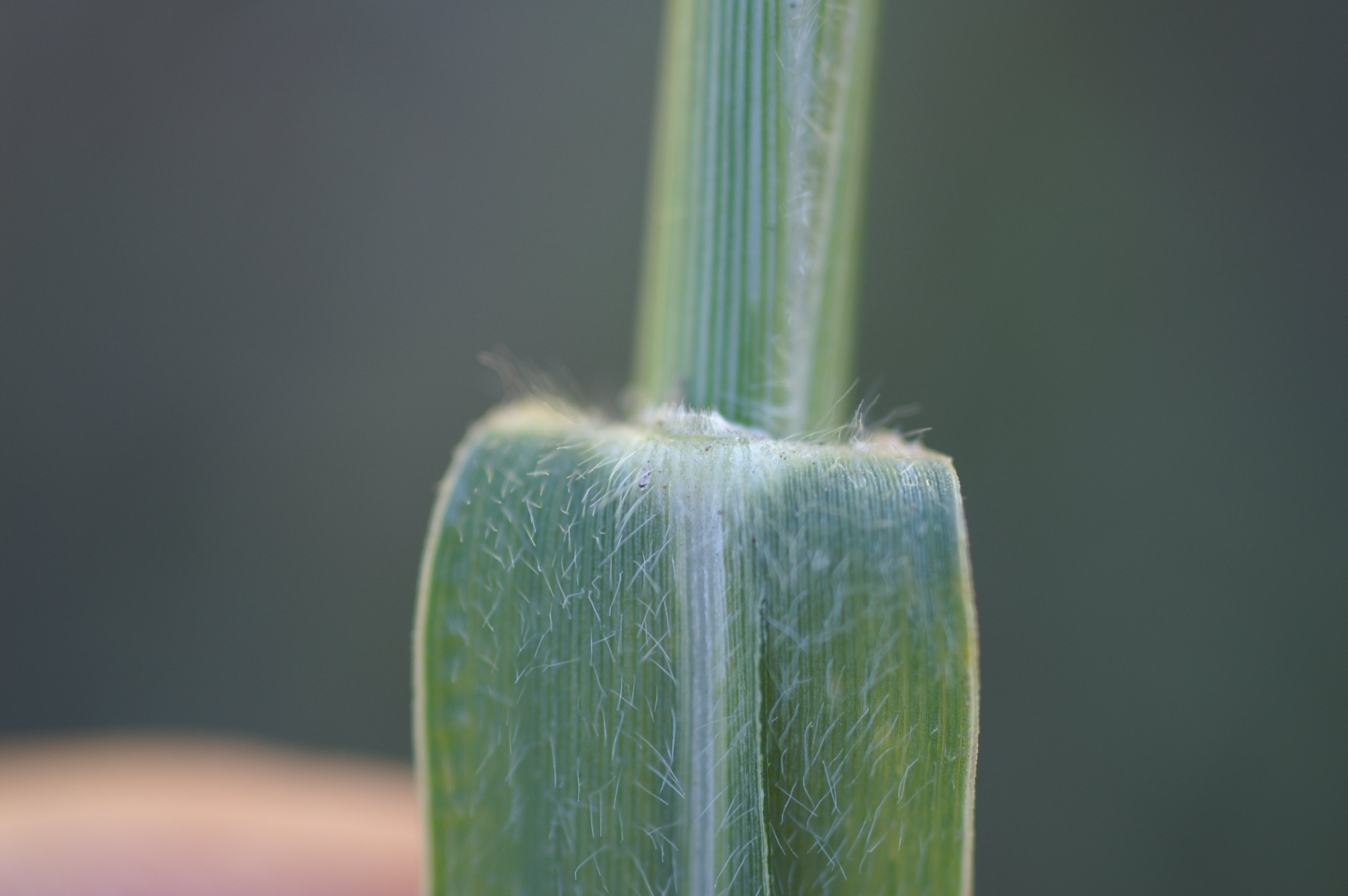
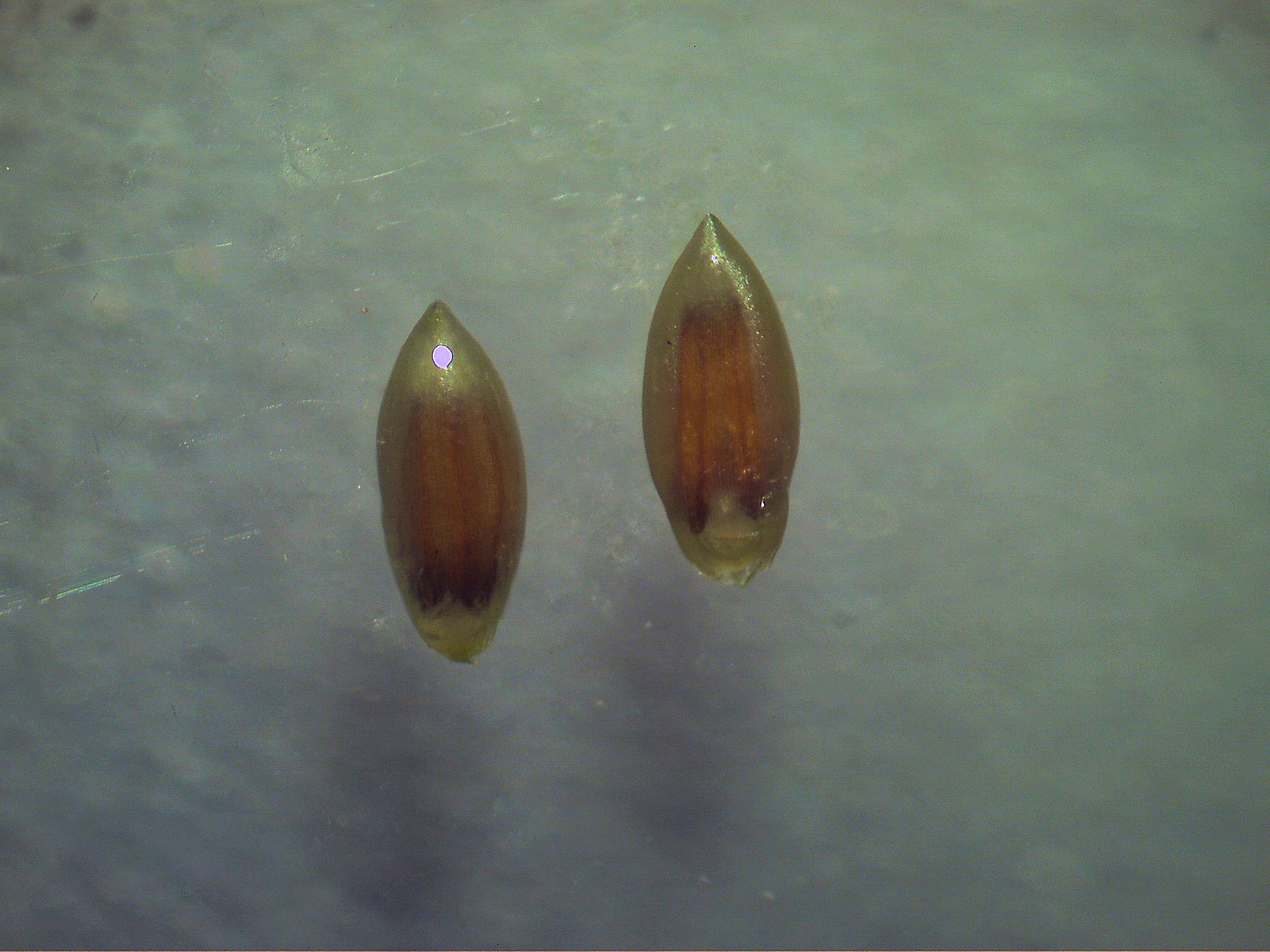